# Зоран Здравковић
Зоран Здравковић (Београд, 19. септембар 1955 —  Београд, 4. мај 2025) био је српски композитор, гитариста, текстописац и фронтмен хеви метал групе Краљевски апартман.

## Биографија
Rођен je у Београду 19. септембра 1955. године. Од 1974. до 1979. године, Здравковић је свирао у групама Exodus, Звучни зид, Бицикл и Твдро срце и велике уши. Године 1979. оснива хард рок групу Апартман 69. Група је снимила један албум Сети се моје песме, 1983. године. У постави која је снимила албум су били Драган Блажић (вокал), Зоран Здравковић (гитара), Дејан Михајловић (клавијатуре, пратећи вокали), Милан Мастелица (бас-гитара, пратећи вокали) и Јован Симоновић (бубњеви). Једна од постава групе је укључивала и Звонимира Ђукића, данашњег фронтмена групе Ван Гог на ритам гитари и Владу Докића, бубњара хард рок групе Рок машина. Након изласка албума, услед велике експанзије новог таласа, Апартман 69 престаје да постоји.

### Краљевски апартман
Тринаест година касније Здравковић, уз подршку фронтмена Рибље чорбе Боре Ђорђевића, одлучује да оснује нову групу заједно са Зораном „Лоткетом“ Лаловићем (певач) којој су дали име Краљевски апартман. Прва постава групе се састојала од Лаловића (вокал), Здравковића (гитара), Зорана Рончевића (бубњеви), Небојше Чанковића (гитара) и Владимира Рајчића (бас-гитара). Бубњар Рибље чорбе Вицко Милатовић је био једна од опција за бас-гитару у групи, али није примљен. Ова постава је снимила албум Long Live Rock 'n' Roll за Rock Express Records. Насловна нумера са албума је уједно и обрада песме групе Rainbow која се нашла на албуму. На албуму се налазило осам песама, најзначајније су „Мрачан град“, „Не верујем у лажне анђеле“, „Мистерија“ и „Опрости ми“. Видео-спот је снимљен за песму „Мистерија“. Зоран Здравковић је написао већину тесктова и музике за овај албум. Група је у овом периоду наступала као подршка Рибљој чорби на турнејама, и презентовала овај албум публици у Србији.
Године 2000, група је издала други албум Изгубљен у времену. Звук на овом албуму је доста тврђи а главни хитови су „Изгубљен у времену“, „Сломљено срце“, „Никад се не предајем“, „Не тражи ђавола“ и „После олује (јави се...)". На албуму се такође налазила обрада Јураја Хип класика Lady in Black, под називом „Слике“. Верзија са компакт-диска је укључивала и песме са албума Long Live Rock 'n' Roll као бонус песме. Све песме на овом албуму је написао Здравковић осим песме „Знак звери“ коју је написао Вицко Милатовић. Видео-спот је снимљен за песму „После олује“.
Године 2002. после појављивања групе на Hard 'n' Heavy фестивалу као водеће групе фестивала, и после појављивања на доста других фестивала и концерата, група улази у студио Paradoks да сними демо за предстојећи албум. За време снимања трећег албума, група је променила поставу јер су Шен, Дуждевић и Чачија напустили групу. Нова постава је укључивала бубњара Зорана Рончевића који је са њима снимио први албум групе, бас-гитаристу Марка Николића (који је претходно свирао са Ватреним пољупцем) и Дејана Ђорђевића на клавијатурама. На албуму Rocker (изашао 2002. године за Rock Express Records), група је додала клавијатуре на свој звук и оставила само једну гитару чинећи звук групе мелодичнијим. Са албума су се издвојили хитови „Рањена звер“ (снимљен и спот за ову песму) и "Rocker", баладе „За љубав не треба да молиш“ и „Дама из краљевског апартмана“, која је постала песма за публику на њиховим концертима. На албуму се налази и песма "Niemandsland" са текстом на немачком језику коју је отпевао Зоран Здравковић. Све стихове са овог албума је написао Здравковић. После успеха са албумом Rocker, група је постала доста позната у Русији, Данској, Холандији и овај албум је дистрибуиран у преко двадесет замаља света од Јапана, преко Русије до Мексика.
После две године Здравковић је припремио нове песме за нови и четврти студијски албум Рука правде, који је изашао крајем 2004. за ПГП РТС. Овај албум је, како од стране слушалаца тако и од стране критике, сматран за њихов најбољи рад. Песме „Рука правде“, „Дао сам све од себе“, „Изабери један пут“ и баладе „Све у своје време“ и „Све су ноћи исте“ су постале најпознатије. Група је представила албум на турнеји са београдским Радијом 202 током концерата са Хитом 202.
Године 2005, група је ушла у прву деценију постојања и за 10. рођендан су најавили снимање живог албума и DVD-а. DVD је уживо снимљен у београдском СКЦ-у и издат под насловом 10 Година са вама - Live SKC. Овај DVD такође укључује и интервјуе са члановима групе и осталима који су повезани са радом групе као и видео-спотове за песме „Рука правде“, „Рањена звер“ и „Мистерија“. Аудио-снимци са овог DVD-а су касније изашли као албум уживо Best Of Live (1995 - 2005). Након изласка овог албума, група је одржала доста концерата као што је била подршка Вајтснејку на београдском Ташмајдану 30. јула 2006. После овог концерта, дошло је до несугласица у бенду и до наглог напуштања чланова бенда. Бенд је прво напустио клавијатуриста Дејан Ђорђевић, а потом и бубњар Зоран Рончевић. Здравковић је брзо пронашао замену, па је Рончевић замењен Зораном Радовановићем који је раније свирао са Генерацијом 5. Једно време група је свирала као четворочлана све док у њу није дошао Милош Николић, брат Марка Николића (бас), као ритам гитариста. Ова постава је почела да пише материјал за наредни албум, али су се тензије у бенду знатно повећале, па је после београдског Beerfest-а 17. августа 2007. године групу напустио и певач Зоран Лаловић. Његова замена је био фронтмен групе Which 1 Иван „Ђера“ Ђерковић. Једна од песама, „Чувар тајни“, се појавила на радио-станицама као промотивна песма за предстојећи албум.
Здравковић је 2008. године једини албум са Ђерковићем на вокалу, Чувар тајни издао за ПГП РТС. На албуму се нашло девет нових песама које је написао Здравковић, као и прерађена верзија песме „Јесен“ (Зорана „Лоткеа“ Лаловића), која се оригинално налази на другом албуму групе Изгубљен у времену.
Нова постава бенда се није дуго одржала, а након Лоткеовог напуштања групе, популарност бенда је почела нагло да опада. Здравковић је у септембру 2008. године поново одлучио да у бенд врати првог певача и оснивача бенда Зорана „Лоткеа“ Лаловића, који је оформио сопствену групу која је месецима наступала као безимени бенд, док није добила име Лотке и Лавиринт, и изводила је песме Краљевског апартмана. Овај Здравковићев потез је довео до напуштања Марка и Мише Николића, као и Ивана „Ђере“ Ђерковића. Здравковић је одлучио да реформише групу и на њихово место долази бас-гитариста Раде Марић који је раније свирао са Дивљим Кестеном и Дивљим Анђелима. Здравковић је 2009. године са Лоткеом издао нову песму и снгл "Пандора". Почетком 2010. Здравковић је позвао у бенд клавијатуристу Слободана „Слобу“ Игњатовића. Слободан „Слоба“ игњатовић се није могао дуго задржати у бенду због других обавеза, па је Здравковић крајем 2011. године позвао у бенд новог клавијатуристу Небојшу „Нецу“ Максимовић.
Током 2010. и 2011. године Здравковић је почео да ради на новом материјалу и песмама за нови албум од којих је две издао у сингл издању 2011. године. Песме "Магија" (посвећена преминулом оснивачу хеви метал стила Рони Џејмс Диу) и "Додај гас" (бајкерска химна) је музику и текст написао Здравковић, а 2012. године су се нашле у склопу новог албума Игре без правила чију је продукцију радио Лотке.
Зоран Здравковић је написао музику и текст за песму „У лавиринту седам греха“ која је била део музике рађене за филм Лавиринт (бонус песма на компакт-диск издању албума Rocker).

## Смрт
Преминуо је 4. маја 2025. године у Београду само дан након десетогодишњице смрти Зорана Лаловића „Лоткета“, првог певача Краљевског апартмана.

## Дискографија

### као Апартман 69
- Сети се моје песме (1983)

### као Краљевски апартман

#### Синглови
- У лавиринту седам греха (2002)
- Пандора (2009)
- Магија/Додај гас (2011)

#### Студијски албуми
- Long Live Rock 'n' Roll (1997)
- Изгубљен у времену (2000)
- Rocker (2002)
- Рука правде (2004)
- Чувар тајни (2008)
- Игре без правила (2012)

#### Албуми уживо
- Best Of Live (1996 - 2005) (2005)

#### Видео албуми
- 10 година са вама - Live SKC (2005)